# タイ・プレミアリーグ2013
タイ・プレミアリーグ2013は、1996-97シーズンに創設されてから17シーズン目のタイ・プレミアリーグである。2013年3月2日から2013年11月3日まで行われた。大会名はトヨタ・タイ・プレミアリーグ（タイ語: โตโยต้า ไทย พรีเมียร์ ลีก, 英語: Toyota Thai Premier League）。

## 概要
2013年シーズンは、昨年のタイ・ディヴィジョン1リーグの上位3チームが昇格した。ラーチャブリーは初昇格、スパンブリーは6年ぶり、バンコク・ユナイテッドは3年ぶりのプレミアリーグ復帰となった。
シーサケートは移転に伴う混乱から裁判に発展し、3試合を消化した時点でプレミアリーグへの出場資格停止処分を受けた。すでに消化した3試合は無効になり、2013シーズンはシーサケートを除く17チームで争われることになった。
ブリーラム・ユナイテッドがシーズン無敗で2シーズンぶり通算3回目の優勝を果たした。
シーズン無敗での優勝は昨年のムアントン・ユナイテッドに続いて通算2回目となった。
ブリーラム・ユナイテッドはAFCチャンピオンズリーグ2014のグループリーグ出場権、2位のムアントン・ユナイテッド、3位のチョンブリーは予選プレーオフ出場権を獲得した。最下位のパタヤ・ユナイテッドはディヴィジョン1リーグへ降格する。
ブリーラム・ユナイテッドのカルメロ・ゴンサレスが23試合23得点で得点王に輝いた。年間最優秀選手にはブリーラム・ユナイテッドのテーラトン・ブンマタン、同最優秀監督にはブリーラム・ユナイテッドとバンコク・グラスで指揮を執ったアッタポル・プスパコムが選出された。

## 所属チーム（2013年）
| チーム                       | 場所                     | ホームスタジアム                         |
| ---------------------------- | ------------------------ | ---------------------------------------- |
| ムアントン・ユナイテッド     | ノンタブリー県           | SCGスタジアム                            |
| チョンブリー                 | チョンブリー県           | チョンブリー・スタジアム                 |
| BECテロ・サーサナ            | バンコク                 | 72周年記念スタジアム                     |
| ブリーラム・ユナイテッド     | ブリーラム県             | ニュー・アイモバイル・スタジアム         |
| オーソットサパー・サラブリー | サラブリー県             | サラブリー・スタジアム                   |
| シーサケートFC1              | シーサケート県           | シー・ナコーン・ラムドゥアン・スタジアム |
| サムットソンクラーム         | サムットソンクラーム県   | サムットソンクラーム・スタジアム         |
| バンコク・グラス             | パトゥムターニー県       | BGスタジアム                             |
| チェンライ・ユナイテッド     | チエンラーイ県           | チェンライ・ユナイテッド・スタジアム     |
| アーミー・ユナイテッド       | バンコク                 | タイ・アーミー・スポーツ・スタジアム     |
| ポリス・ユナイテッド         | パトゥムターニー県       | タマサート・スタジアム                   |
| TOT                          | バンコク                 | TOTスタジアム・チェン・ワッタナー        |
| ソンクラー・ユナイテッド2    | ソンクラー県             | ティンスラノン・スタジアム               |
| チャイナート                 | チャイナート県           | チャイナート・スタジアム                 |
| パタヤ・ユナイテッド         | チョンブリー県パッタヤー | ノーンプルー・スタジアム                 |
| ラーチャブリー               | ラーチャブリー県         | ラーチャブリー・スタジアム               |
| スパンブリー                 | スパンブリー県           | スパンブリー県立競技場                   |
| バンコク・ユナイテッド       | バンコク                 | タイ・ジャパニーズ・スタジアム           |

- 前年度の成績順。

### チーム名の変更
1 イーサーン・ユナイテッドFCは、ウボンラーチャターニー県からシーサケート県に移転し、シーサケートFCに変更した。

2 ウアチョン・ユナイテッドFCは、ソンクラーFCと合併し、ソンクラー・ユナイテッドFCに変更した。

## 外国人選手
外国人選手は7人までで1試合に出場できるのはそのうち5人までである。フィールド上には同時に4人までの出場となり、そのうち1人はアジアサッカー連盟に所属する協会の国籍を有している必要がある。
| クラブ                         | プレーヤー1                | プレーヤー2                | プレーヤー3              | プレーヤー4              | プレーヤー5                | プレーヤー6            | アジア枠                   |
| ------------------------------ | -------------------------- | -------------------------- | ------------------------ | ------------------------ | -------------------------- | ---------------------- | -------------------------- |
| アーミー・ユナイテッドFC       | ダニエル・ブランコ         | アレッサンドロ・アウヴェス | アロン・ダ・シウヴァ     | ビョルン・リンデマン     | アドナン・バラカット       | ダニー・インビンシブル | 鄭明五                     |
| バンコク・グラスFC             | レアンドロ・ドス・サントス | ホセ・メナ                 | ゴラン・イェルコヴィッチ | フラヴィアン・ミケリーニ | ラザルス・カイムビ         | 猿田浩得               | ゴラン・スバラ             |
| バンコク・ユナイテッドFC       | トニー                     | ポール・エコロ             | アントニ・トリレ         | ロマン・ガスミ           | ミロシュ・ボグノヴィッチ   | モハマド・アル・ハサン | フセイン・アラー・フセイン |
| BECテロ・サーサナFC            | ルーカス・ガウショ         | クレイトン・シウバ         | ブカサ・カソンゴ         | イサク・ハニー           | サムエル・ドログベレ       | -                      | 下地奨                     |
| ブリーラム・ユナイテッドFC     | カルメロ・ゴンサレス       | ヘスス・ベロカル           | ブルーノ・エレーロ       | オスマル・バルバ         | 平野甲斐                   | ラムゼス・ブストス     | ハビエル・パティーニョ     |
| チャイナートFC                 | ヴァレリー・ハイエク       | ムベンゴノ・ヤニック       | ケンドール・ヤグデオシン | ショーン・パワー         | マイケル・バーン           | 曺泰根                 | 能登正人                   |
| チェンライ・ユナイテッドFC     | ジェリ                     | レオナルド                 | ウイリアン・ソウザ       | ルトヘル・ウォルム       | ミッチェル・カッペンベルグ | カイル・ニックス       | 村上一樹                   |
| チョンブリーFC                 | レアンドロ・アスンソン     | アンデルソン               | チアゴ・クーニャ         | フォデ・ディアキテ       | サムエル・アジャイ         | フアン・ケロ           | 櫛田一斗                   |
| ムアントン・ユナイテッドFC     | エジバウド                 | ダンゴ・シアカ             | マリオ・ジュロヴスキー   | 朴南哲                   | 李光川                     | 方承奐                 | 金裕晋                     |
| オーソットサパー・サラブリーFC | アンソニー・ムラ           | タンゲニ・シパフ           | 片野寛理                 | 橋本卓                   | -                          | -                      | 山本寛幸                   |
| パタヤ・ユナイテッドFC         | エフェ・オボデ             | アジョク・オビンナ         | ロド・ディアチェンコ     | マリアン・ユハス         | Kang Bong-Jun              | -                      | Ahn Byeong-keun            |
| ポリス・ユナイテッドFC         | ダニエウ                   | フェリペ・フェレイラ       | ペドリーニョ             | ヤニック・オソック       | ミカエル・ムルシ           | 禹賢                   | Lee Han-Guk                |
| ラーチャブリーFC               | ドウグラス                 | ウェリントン               | ジョン・オブレゴン       | ホセ・ルイス・コルデロ   | アンリ・ジョエル           | 章吉赫                 | 趙珍洙                     |
| サムットソンクラームFC         | ルーカス・ダニエル         | ヴィクトル・アマロ         | マーク・ランドリー・バボ | ギー・ユベール           | シャカ・バングラ           | Park Jae-hyun          | 鄭浩珍                     |
| ソンクラー・ユナイテッドFC     | ユレス・バガ               | ジョナタン・マティヤス     | セイドゥ・コネ           | サイドゥ・サニ           | ダルコ・ラコチェヴィッチ   | -                      | 樋口大輝                   |
| スパンブリーFC                 | タレス                     | ンジェ・ディヴィネ         | ビレーム・ディウフ       | ドラガン・ボスコヴィッチ | Kim Tae-young              | -                      | ロッキー・ヴィスコンテ     |
| TOT SC                         | ジュニーニョ               | バ・サヴェージ             | モハメド・コネ           | 李俊基                   | -                          | -                      | 河村崇大                   |

## 順位表
| 順位 | チーム                       | 試 | 勝 | 分 | 敗 | 得 | 失 | 差  | 勝点 | 備考                                         |
| ---- | ---------------------------- | -- | -- | -- | -- | -- | -- | --- | ---- | -------------------------------------------- |
| 1    | ブリーラム・ユナイテッド     | 32 | 23 | 9  | 0  | 73 | 23 | +50 | 78   | AFCチャンピオンズリーグ2014・グループリーグ  |
| 2    | ムアントン・ユナイテッド     | 32 | 21 | 8  | 3  | 61 | 33 | +28 | 71   | AFCチャンピオンズリーグ2014・予選プレーオフ  |
| 3    | チョンブリー                 | 32 | 18 | 8  | 6  | 61 | 35 | +26 | 62   | AFCチャンピオンズリーグ2014・予選プレーオフ1 |
| 4    | スパンブリー                 | 32 | 14 | 9  | 9  | 40 | 31 | +9  | 51   |                                              |
| 5    | バンコク・グラス             | 32 | 14 | 8  | 10 | 40 | 31 | +9  | 50   |                                              |
| 6    | アーミー・ユナイテッド       | 32 | 13 | 9  | 10 | 48 | 40 | +8  | 482  |                                              |
| 7    | BECテロ・サーサナ            | 32 | 13 | 9  | 10 | 56 | 49 | +7  | 482  |                                              |
| 8    | オーソットサパー・サラブリー | 32 | 9  | 12 | 11 | 38 | 43 | -5  | 39   |                                              |
| 9    | ポリス・ユナイテッド         | 32 | 9  | 11 | 12 | 40 | 37 | +3  | 382  |                                              |
| 10   | チャイナート                 | 32 | 10 | 8  | 14 | 42 | 43 | -1  | 382  |                                              |
| 11   | チェンライ・ユナイテッド     | 32 | 8  | 10 | 14 | 32 | 45 | -13 | 34   |                                              |
| 12   | ソンクラー・ユナイテッド     | 32 | 7  | 11 | 14 | 30 | 47 | -17 | 32   |                                              |
| 13   | バンコク・ユナイテッド       | 32 | 8  | 7  | 17 | 38 | 61 | -23 | 312  |                                              |
| 14   | TOT                          | 32 | 8  | 7  | 17 | 27 | 54 | -27 | 312  |                                              |
| 15   | ラーチャブリー               | 32 | 6  | 12 | 14 | 31 | 39 | -8  | 302  |                                              |
| 16   | サムットソンクラーム         | 32 | 6  | 12 | 14 | 22 | 41 | -19 | 302  |                                              |
| 17   | パタヤ・ユナイテッド         | 32 | 9  | 2  | 21 | 39 | 66 | -27 | 29   | ディヴィジョン1リーグ降格                    |
| 18   | シーサケートFC               | 0  | 0  | 0  | 0  | 0  | 0  | 0   | 0    | 出場停止                                     |

1 タイFAカップ2013でブリーラム・ユナイテッドが優勝したことによる繰り上がり。

2 順位は得失点差による。

### 戦績表
- タイ・プレミアリーグ公式記録[2]
- タイ・プレミアリーグ公式記録
- Thailand 2013 - RSSSF (Rec.Sport.Soccer Statistics Foundation)

## 得点ランキング
| 順位 | 選手                                                        | チーム                       | 得点 |
| ---- | ----------------------------------------------------------- | ---------------------------- | ---- |
| 1    | カルメロ・ゴンサレス                                        | ブリーラム・ユナイテッド     | 23   |
| 2    | クレイトン・シウバ                                          | BECテロ・サーサナ            | 20   |
| 3    | ティーラシン・デーンダー                                    | ムアントン・ユナイテッド     | 15   |
| 4    | ハビエル・パティーニョ                                      | ブリーラム・ユナイテッド     | 14   |
| 5    | チアゴ・クーニャ（Thiago dos Santos Cunha）                 | チョンブリー                 | 13   |
| 6    | アロン・ダ・シウヴァ（Aron Muniz Teixeira Da Silva）        | アーミー・ユナイテッド       | 12   |
| 6    | マリオ・ジュロヴスキー                                      | ムアントン・ユナイテッド     | 12   |
| 8    | スマニャ・プリーサイ                                        | チャイナート                 | 11   |
| 8    | ダンゴ・シアカ（Dango Siaka）                               | ムアントン・ユナイテッド     | 11   |
| 10   | チャトリー・チムタライ（Chatree Chimtalay）                 | バンコク・グラス             | 10   |
| 10   | レアンドロ・アスンソン                                      | チョンブリー                 | 10   |
| 10   | Chayanan Pombuppha                                          | オーソットサパー・サラブリー | 10   |
| 10   | ミカエル・ムルシー（Michaël Murcy）                         | ポリス・ユナイテッド         | 10   |
| 10   | ドウグラス・ロドリゲス（Douglas Freitas Cardozo Rodrigues） | ラーチャブリー               | 10   |
| 10   | ドラガン・ボスコヴィッチ（Dragan Boškovic）                 | スパンブリー                 | 10   |

### ハットトリック
| 選手                                           | チーム                       | 対戦相手                     | 達成日         |
| ---------------------------------------------- | ---------------------------- | ---------------------------- | -------------- |
| カルメロ・ゴンサレス                           | ブリーラム・ユナイテッド     | ソンクラー・ユナイテッド     | 2013年4月6日   |
| カルメロ・ゴンサレス                           | ブリーラム・ユナイテッド     | サムットソンクラーム4        | 2013年8月25日  |
| ソンポン・ソレブ（Sompong Soleb）              | バンコク・ユナイテッド       | パタヤ・ユナイテッド         | 2013年4月27日  |
| ロナチャイ・ランシヨ（Ronnachai Rangsiyo）     | バンコク・ユナイテッド       | チャイナート                 | 2013年5月29日  |
| ミカエル・ムルシー                             | ポリス・ユナイテッド         | バンコク・グラス             | 2013年8月3日   |
| Chayanan Pombuppha                             | オーソットサパー・サラブリー | TOT                          | 2013年8月4日   |
| クレイトン・シウバ                             | BECテロ・サーサナ            | TOT                          | 2013年8月14日  |
| ヤニック・ムベンゴノ（Mbengono Andoa Yannick） | チャイナート                 | BECテロ・サーサナ            | 2013年8月21日  |
| ティーラシン・デーンダー                       | ムアントン・ユナイテッド     | オーソットサパー・サラブリー | 2013年10月5日  |
| スマニャ・プリーサイ                           | チャイナート                 | スパンブリー                 | 2013年10月19日 |

4 1試合4得点。

## 表彰
- 年間最優秀選手賞 :  テーラトン・ブンマタン （ブリーラム・ユナイテッド）
- 年間最優秀ゴールキーパー賞 :  ナリット・タウィークル （Narit Taweekul）（バンコク・グラス）
- 年間最優秀ディフェンダー賞 :  オスマル・バルバ （ブリーラム・ユナイテッド）
- 年間最優秀ミッドフィールダー賞 :  ダンゴ・シアカ （ムアントン・ユナイテッド）
- 年間最優秀フォワード賞 :  クレイトン・シウバ （BECテロ・サーサナ）
- ゴールデンブーツ（得点王） :  カルメロ・ゴンサレス （ブリーラム・ユナイテッド）
- 年間最優秀監督賞 :  アッタポル・プスパコム （バンコク・グラス）
- 年間フェアプレー賞 : スパンブリー

### 月間表彰

#### 月間最優秀選手賞
| 月   | 選手                                     | チーム                   |
| ---- | ---------------------------------------- | ------------------------ |
| 3月  | クレイトン・シウバ                       | BECテロ・サーサナ        |
| 4月  | ハビエル・パティーニョ                   | ブリーラム・ユナイテッド |
| 5月  | タナブーン・ケサラット                   | BECテロ・サーサナ        |
| 6月  | Wuttichai Tathong                        | スパンブリー             |
| 7月  | ナリット・タウィークル（Narit Taweekul） | バンコク・グラス         |
| 8月  | ダッサコーン・トンラオ                   | ムアントン・ユナイテッド |
| 9月  | ティーラテープ・ウィノータイ             | バンコク・グラス         |
| 10月 | テーラトン・ブンマタン                   | ブリーラム・ユナイテッド |

#### 月間最優秀監督賞
| 月   | 監督                                              | チーム                       |
| ---- | ------------------------------------------------- | ---------------------------- |
| 3月  | スラヴィシャ・ヨカノヴィッチ（Slaviša Jokanović） | ムアントン・ユナイテッド     |
| 4月  | アッタポル・プスパコム                            | ブリーラム・ユナイテッド     |
| 5月  | Phayong Khunnaen                                  | スパンブリー                 |
| 6月  | スコット・クーパー（Scott Cooper）                | ブリーラム・ユナイテッド     |
| 7月  | Chalermwoot Sa-ngapol                             | オーソットサパー・サラブリー |
| 8月  | レネ・デザイェレ                                  | ムアントン・ユナイテッド     |
| 9月  | アッタポル・プスパコム                            | バンコク・グラス             |
| 10月 | Anurak Srikerd                                    | チェンライ・ユナイテッド     |

## FAカップ
タイFAカップ2013決勝戦は、2013年11月10日にタマサート・スタジアムで開催され、ブリーラム・ユナイテッドがバンコク・グラスに3-1で勝利した。ブリーラム・ユナイテッドはタイ・プレミアリーグ優勝でAFCチャンピオンズリーグ2014のグループリーグ出場権を獲得しているため、プレミアリーグ3位のチョンブリーが繰り上がりで同・予選プレーオフ出場権を獲得した。マン・オブ・ザ・マッチはカルメロ・ゴンサレスが選出された。ブリーラム・ユナイテッドの平野甲斐が先発、バンコク・グラスの猿田浩得が途中出場した。決勝戦は日本の山本雄大が主審、相樂亨と名木利幸が副審を務めた。
| 2013年11月10日 18:00 UTC+7 |

| バンコク・グラス       | 1 – 3 | ブリーラム・ユナイテッド                             |
| Chatree Chimtalay 17分 | 脚注  | オスマル 32分 (pen.) · カルメロ 53分 · 平野甲斐 59分 |

| タマサート・スタジアム、パトゥムターニー県 主審: 山本雄大 （日本） |

## コー・ロイヤルカップ
コー・ロイヤルカップ2014は、2014年2月1日にスパンブリー県立競技場で開催され、プレミアリーグとFAカップの二冠を達成したブリーラム・ユナイテッドがプレミアリーグ2位のムアントン・ユナイテッドに1-0で勝利した。ブリーラム・ユナイテッドの平野甲斐が先発出場した。2013年タイ反政府デモの影響で、開催地がバンコク（スパチャラサイ国立競技場）からスパンブリー県に変更された。
| 2014年2月1日 17:30 UTC+7 |

| ブリーラム・ユナイテッド | 1 – 0 | ムアントン・ユナイテッド |
| シンプソン 79分          | 脚注  |                          |

| スパンブリー県立競技場、スパンブリー県 主審: Siwakorn Pu-Udom |

## タイ・リーグカップ
タイ・リーグカップ2013決勝戦は、2013年11月23日にタマサート・スタジアムで開催され、ブリーラム・ユナイテッドがラーチャブリーに2-1で勝利した。ブリーラム・ユナイテッドはトヨタプレミアカップ2013出場権を獲得した。

## トヨタプレミアカップ
トヨタプレミアカップ2013は、2014年2月15日にタマサート・スタジアムで開催され、タイ・リーグカップ優勝のブリーラム・ユナイテッドがJリーグの名古屋グランパスに1-1（PK 4-3）で勝利した。

## タイ・ディヴィジョン1リーグ
タイ・ディヴィジョン1リーグ2013は、エアフォース・ユナイテッドが優勝した。エアフォース・ユナイテッド、2位のシンタールア、3位のPTTラヨーンは来シーズンのプレミアリーグに昇格する。

## TPLオールスターサッカー

### シンハー・80周年アニバーサリーカップ
ビア・シン80周年記念大会として開催された。第2戦チェルシー戦のメンバーにBECテロ・サーサナの下地奨が選出された。

#### シンハー・オールスター対マンチェスター・ユナイテッド
| 2013年7月13日 |

| シンハー・オールスター | 1 – 0 | マンチェスター・ユナイテッド |
| ティーラテープ 49分    | 脚注  |                              |

| ラジャマンガラ・スタジアム、バンコク |

#### シンハー・オールスター対チェルシー
| 2013年7月17日 |

| シンハー・オールスター | 0 – 1 | チェルシー         |
|                        | 脚注  | ルカク 34分 (pen.) |

| ラジャマンガラ・スタジアム、バンコク |

### タイ王国オールスター対U-23サッカータイ王国代表
| 2013年7月24日 |

| タイ王国オールスター                                                  | 3 – 3 | U-23サッカータイ王国代表                                                |
| サラーユット 34分 · ティーラテープ 45分 · Korakod Wiriyaudomsiri 53分 | 脚注  | Artit Daosawang 56分 · サラウット 80分 · Chayanan Pombuppha 85分 (pen.) |

| ラジャマンガラ・スタジアム、バンコク |

## 2013年シーズン所属の日本人選手一覧
- 片野寛理 （オーソットサパー・サラブリー）
- 河村崇大 （TOT）
- 櫛田一斗 （チョンブリー）
- 猿田浩得 （バンコク・グラス）
- 下地奨 （BECテロ・サーサナ）
- 能登正人 （チャイナート）
- 橋本卓 （オーソットサパー・サラブリー）
- 樋口大輝 （ソンクラー・ユナイテッド）
- 平野甲斐 （ブリーラム・ユナイテッド）
- 村上一樹 （チェンライ・ユナイテッド）
- 山本寛幸 （オーソットサパー・サラブリー）